# 自游生物

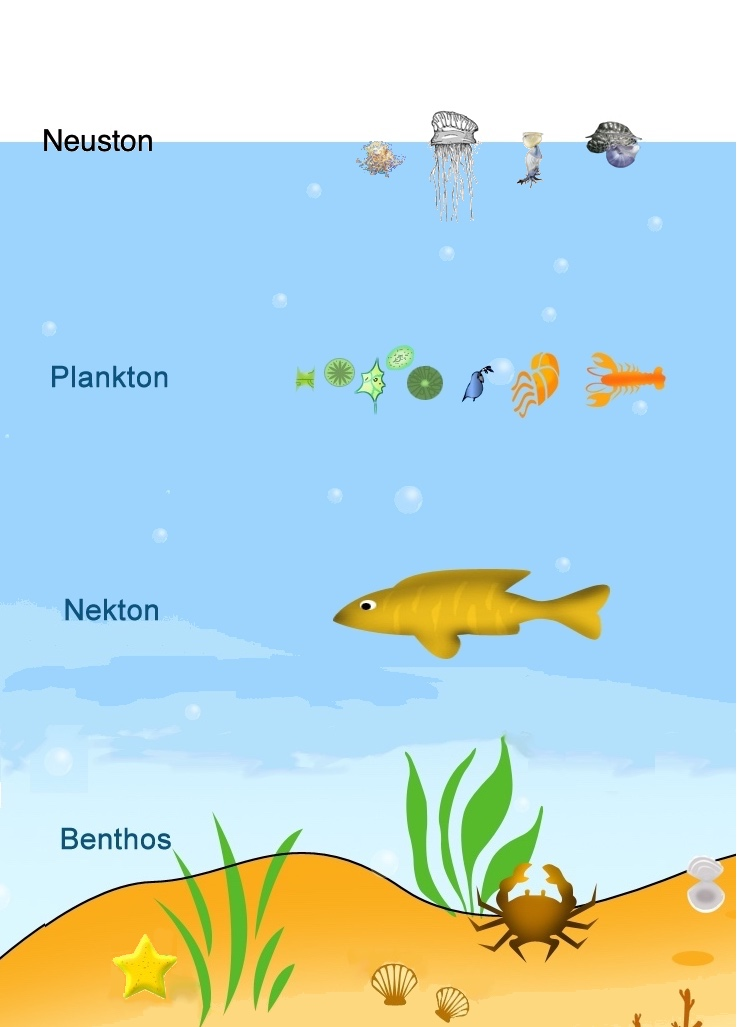
水生生物的四大生态位类群（由浅至深）：浮水生物（neuston）、浮游生物（plankton）、自游生物（nekton）和底栖生物（benthos）

在水中游动的大海鲢

自游生物又名游泳生物，泛指可以在水體中靠自身主动与水互动产生推力和浮力/升力进行宏观活動的生物體，在实际意义上专指明显有能力克服水流并持续不接触水底进行运动的水生动物——因为生物界其实只有真后生动物具有能克服水流的移动性。现生的自游动物包括各种鱼类与水生四足动物、部分甲壳类节肢动物和头足类软体动物，是一个以生态位演化策略为归类标准的非正式多系群，涵盖多个分类阶元。许多自游生物的幼体并不能够自主游动，而是处于在水底爬行或随波浮游的状态，但进入成体状态后则可以自由游动。
从流体动力学的角度，自游生物的雷诺数超過1000，而浮游生物则不到10，这意味着自游生物的身体必然向着更加流线型的方向演化，而且需要发展出有利于浮力或升力的解剖学结构来保障不会沉底。然而游动的生存方式也意味着更大的能量成本，必须维持远高于其它三种水生生物类型（浮水、浮游和底栖）的水生物种的基础代谢率，对营养和氧气代谢的需求也因此更多，这也导致自游动物在食物网中的营养级普遍高于其它三类生物。而且因为要应对开阔水体环境带来的更多变的竞争压力，自游生物的躯体神经感觉系统（尤其是特殊感觉）和运动控制功能也演化得更加复杂，而自游生物之间演化军备竞赛造成中枢神经对认知能力不断提升的需求更是推进了其中一些物种脑的演化发展。

## 词源
“自游生物”一词最早由德國生物學家恩斯特·海克爾在1890年提出，用來與被动逐流的浮游生物相區別；词源来自古希臘語：，羅馬化：nēktón，直译：“游泳”，在借入英文后通常采用德式拼写（原因大概是为了避免与东英格兰诺福克郡中部诸圣堂所在的Necton镇混淆）。但现今部分生物學家認為這個詞已經過時，不應繼續使用。

## 演化史

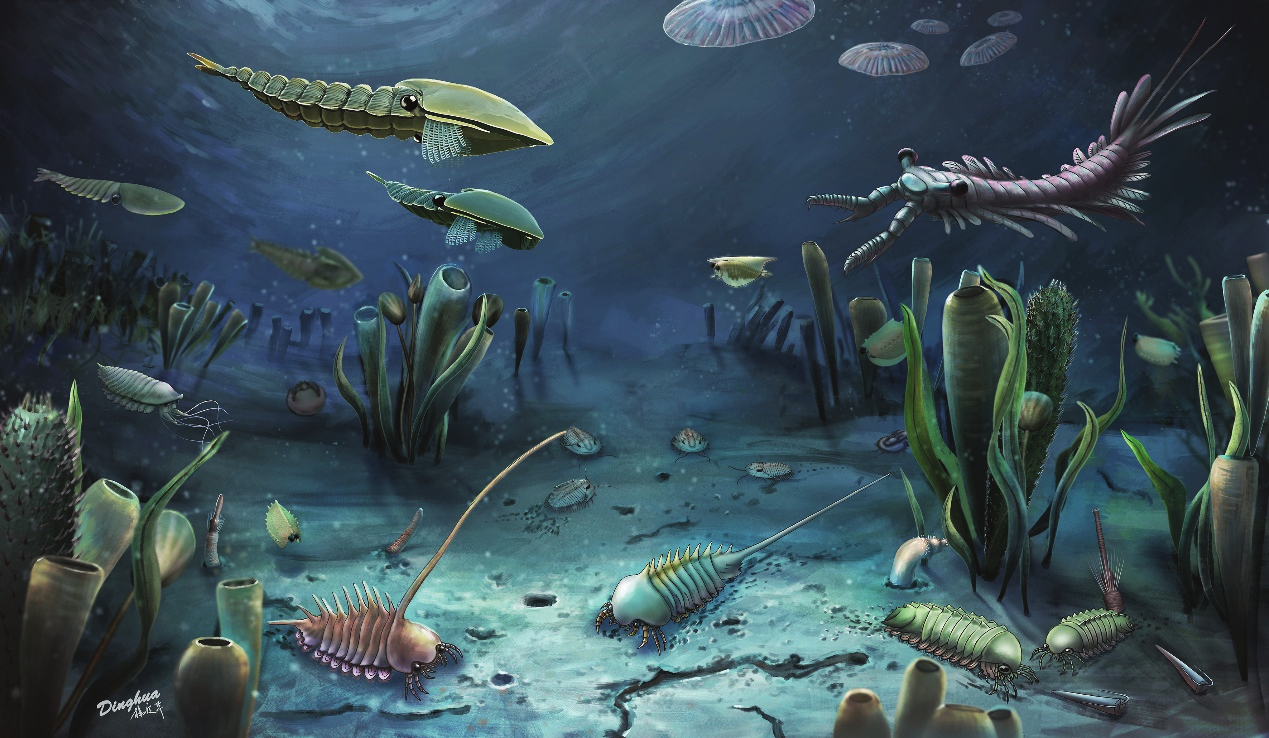
寒武纪大爆发中出现了最早的自游生物

自游动物最早出现在寒武纪大爆发之后，其中恐虾纲节肢动物曾一度成为寒武纪的顶级掠食者，一些向游动滤食方向演化的脊索动物也逐渐演化成了最早的脊椎动物，但这些早期自游动物基本上只有短距离游动的能力，加上其食物都位于底栖生物圈，因此都局限在底层区水域活动——即所谓的“自游底栖者”（nektobenthos）。在寒武纪末大灭绝清空了大量生态位后，以房角石为代表的头足类软体动物在奥陶纪大辐射中兴盛，同时以牙形石、花鳞鱼和鳍甲鱼为代表的无颌鱼类也在奥陶纪发生一定规模的演化辐射。在奥陶纪末大灭绝重创了所有水域生态系统后，以板足鲎（海蝎）为代表的底栖节肢动物在志留纪崛起并成为优势族群，但同时各类甲胄鱼也不断多样化，其中演化出偶鳍的骨甲鱼开始向更高营养级的生态位扩展。
骨甲鱼的一支在志留纪晚期因为第一对鳃弓对折后发展成了早期的有颌鱼类。这些有颌鱼类依靠颚部演化带来的咬合力和吸水进食能力，加上髓鞘和脑功能发展，迅速在泥盆纪压倒各类节肢动物和头足类软体动物成为水域生态系统的优势种群，其中最优势的盾皮鱼更是在泥盆纪晚期出现了体长可达4—10（13—33英尺）、体重约1—4公噸（2,200—8,800英磅）的海洋顶级掠食者——邓氏鱼。此外，棘鱼、软骨鱼、硬骨鱼（在当时主要是肉鳍鱼）等也迅速在淡水中繁盛，使得之前很少出现大型自游生物的开阔水层从此生物多样性剧增。

### 泥盆纪游泳革命

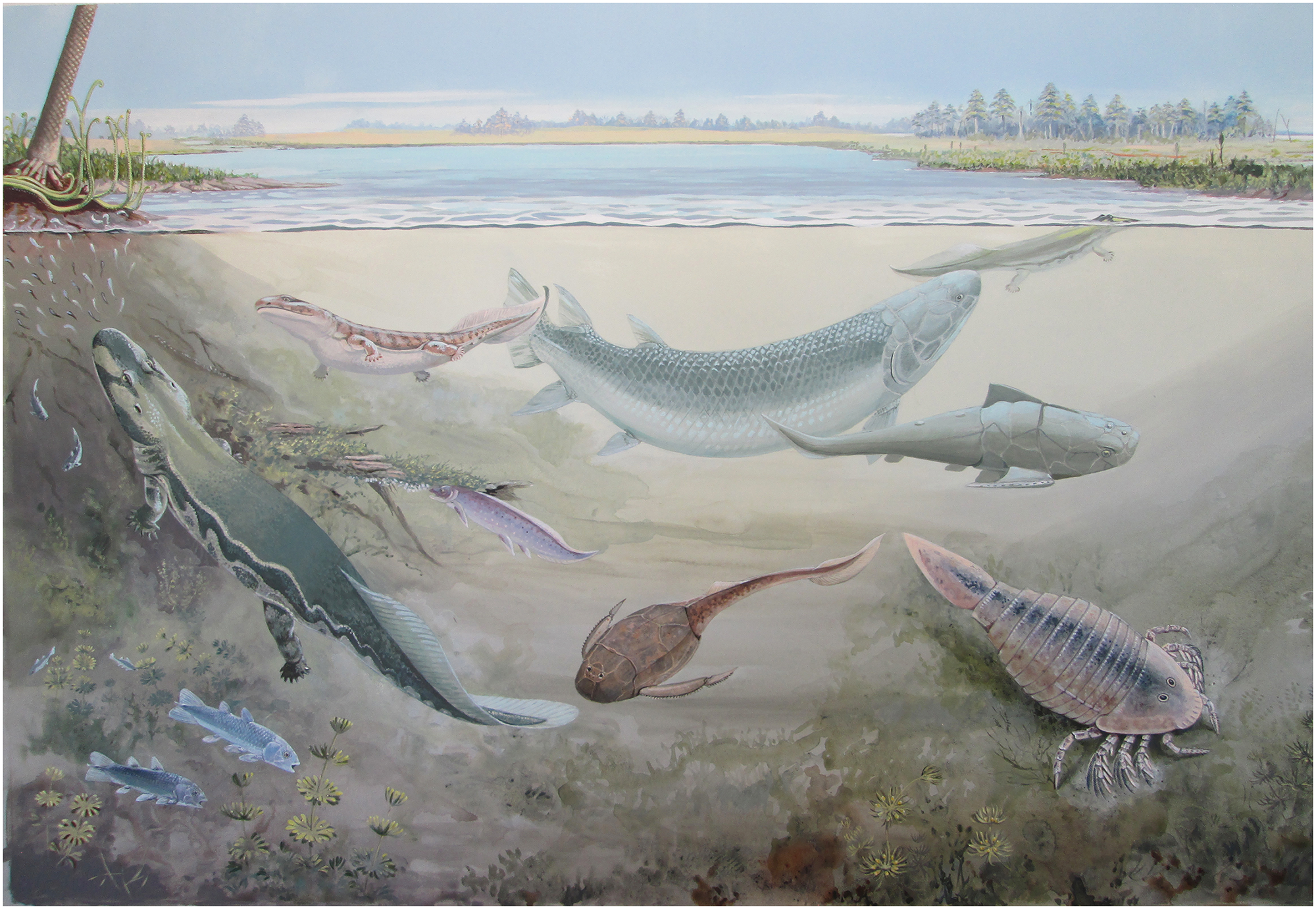
泥盆纪是自游动物扩散最明显的一个时期

有胚植物在志留纪后期开始定殖陆地后引发了陆地植被急剧扩张，使得地球大气和水体中的氧气浓度都出现剧增，同时其根系不断侵蚀岩石释放的矿物质被降水冲刷和地表径流带入各个水体。这导致水体上层的浮游生物在泥盆纪出现爆发，连带着使得菊石等食浮游生物动物在相同水域成为常态，而以这些生物为食的捕食者也开始在开放水域长期游弋。这造成的结果就是自游动物的化石在非底栖生物群中的物种多样性占比由志留纪末期不足15%一路攀升至石炭纪前的超过85%。这个自游生物的显著辐射现象也因此在2010年被一篇由瑞士、德国、法国、捷克和澳大利亚古生物学团队合著发表的学术论文中冠以“泥盆纪游泳革命”（Devonian nekton revolution）的称呼。
然而2018年耶鲁大学发表的一篇研究则提出了异议，认为有证据表明真自游生物在泥盆纪以前就已较为普遍，而其在泥盆纪海洋生物中的占比也有过多次反复升降，其多样化总体上升的趋势也一直延续到二叠纪，是一个跨越整个古生代的渐进过程，无法归属到某一具体时期。

## 分类

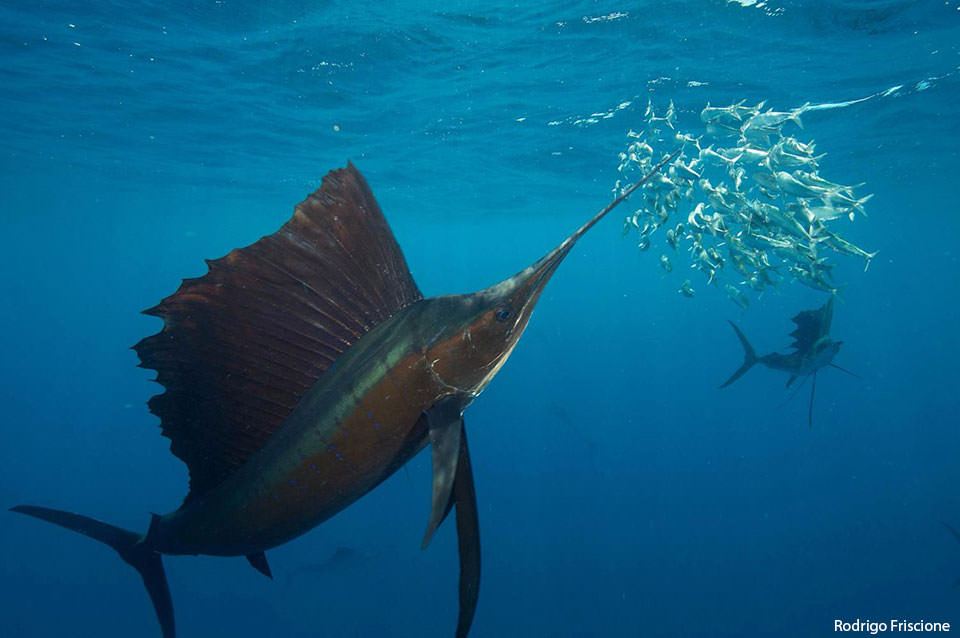
旗鱼是目前已知速度最快的自游动物

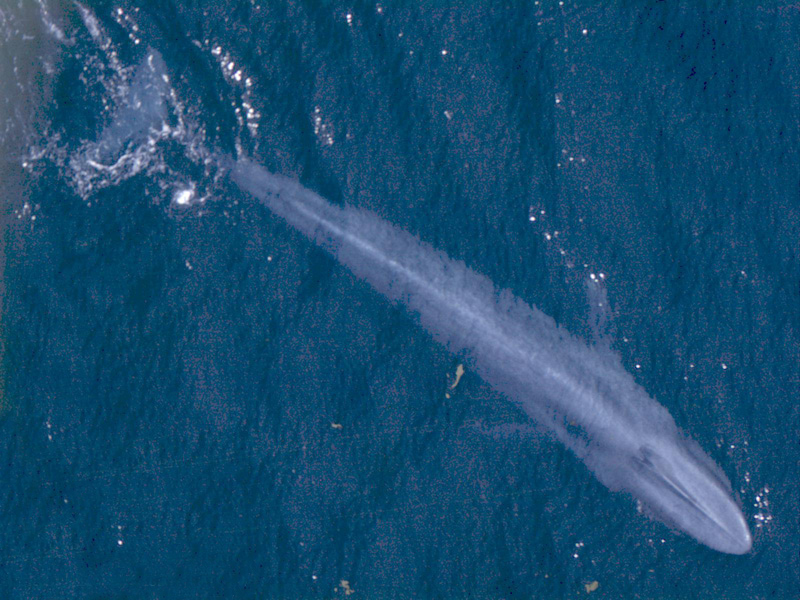
蓝鲸是体型最大的自游动物，也是地球有史以来最大的动物

蛙类独特的“蛙泳”游水姿态

海洋和淡水中的自游动物主要由动物界“御三家”的三个门组成：
- 脊索动物门（学名：Chordata）：专指其下属的脊椎动物亚门（Vertebrata），包括绝大部分硬骨鱼类和软骨鱼类（特别是远洋带鱼类）、海洋哺乳动物（特别是鲸豚类）和海洋爬行动物（特别是海龟），是现生自游动物的主体。水生脊椎动物在水中的运动主要依赖有内骨骼（硬骨、软骨与棘刺）支撑的尾部和各类扇形/桨形附肢（比如鳍、鳍肢和蹼）；
- 软体动物门（学名：Mollusca）：专指其下属的头足纲（Cephalopoda），尤其是其中蛸亚纲的十腕总目（各种鱿鱼和墨鱼），其水中运动依赖喷流反推和鳍的配合。蛸亚纲的另一大演化支——八腕总目中的一些成员（如章鱼、幽灵蛸、水母蛸等）虽然也有在开放水域游泳的能力，但因其已退化掉了提供浮力的内化壳，所以大部分时间都在底层区和海床上爬行充当底栖伏击捕食者；
- 节肢动物门（学名：Arthropoda）：专指其下属甲壳亚门（Crustacea）中软甲纲真虾总目的各种在开放水域活动的十足目动物（如虾类和磷虾）以及囊虾总目等足目中的一些漂水虱，其水中运动主要依赖特化的腹足（即桡肢，也称泳足）和扇状的尾节。一些底栖的十足目动物（比如抱卵亚目的龙虾和鳌虾）虽然主要在海底爬行，但遇到危险时会采用“甩尾倒游”的方式进行短暂迅速的游泳脱身。一些十足目短尾下目的动物（即各类螃蟹）也可以用特化的最后一对胸足划水在开放水域游泳。除此之外，掠虾亚纲口足目的各种虾蛄虽然平常是底栖穴居的伏击捕食者，有需要时也可以在底层区水域进行持续游动。

刺胞动物门的各种水母在其成体状态（水母型）有一定的游动能力，在较平和的水体中移动性可以与自游动物相似，但在水流较强的水域基本上无法做到任何逆流游动，因此通常被看作是浮游动物（或“自游浮游者” nektoplankton）而不是自游动物。
前苏联鱼类学家尤里·阿利耶夫（俄语：Юрий Глебович Алеев，1926～1991）曾在其1977年出版的《自游动物》一书中将自游动物按照生态形态学进一步细分为四种类型：
- 真自游者（eunekton）：指能完全克服水流、且没有爬行特征的水生动物，雷诺数通常大于105，即狭义上的自游动物；
- 浮游自游者（planktonekton）：指克服水流能力有限、在强水流条件下经常会随波逐流、但身体特征仍符合游泳动物流线型的水生动物，雷诺数在5.0×103～105之间；
- 底栖自游者（benthonekton）：指身体特征为游泳动物、但与水底的沉淀物基质关系密切的水生动物，如各种底栖鱼类；
- 陆生自游者（xeronekton）：指身体特征为游泳动物、但与陆地/浮冰环境关系密切的半水生动物，比如鳍足类和各种水生特化的海洋爬行动物（如海龟和海蛇）。

耶鲁大学2018年的研究论文中虽然也大体参照了阿利耶夫的分类称呼，但将自游动物的定义按照生物形态学改为必须具有侧轴较扁的流线型特征，因此将身体通常垂轴扁平的底栖自游者改归到了新的“底层生物”（demersus）类群之下。取而代之被归入自游动物类群下的是所谓的“自游陆生者”（nektoxeron，即各种擅长游泳的半水生四足动物，如鳄类、蛙类和擅长潜水的水鸟）。

## 外部連接
- Stefan Nehring and Ute Albrecht (1997): „hell und das redundante Benthon: Neologismen in der deutschsprachigen Limnologie“. In: Lauterbornia H. 31: 17-30, Dinkelscherben, December 1997  E-Text (PDF-Datei)